# Emperor of Sand
Emperor of Sand es el séptimo álbum de estudio de la banda estadounidense de metal progresivo, Mastodon. El álbum fue publicado el 31 de marzo de 2017 a través de la discográfica Reprise Records.

## Background
El álbum fue grabado en el estudio Quarry en Kennesaw, Georgia y editado en Henson Recording Studios en Los Ángeles. Fue producido por el productor discográfico Brendan O'Brien, con quien la banda había colaborado en su álbum Crack the Skye. Las canciones se grabaron en su orden original, para ser posteriormente editadas. El baterista Brann Dailor, una vez completada su grabación, se dedicó a escribir letras de canciones mientras se grababan el resto de instrumentos.
Scott Kelly de Neurosis y Kevin Sharp de Brutal Truth colaboran como vocalistas en «Scorpion Breath» y «Andromeda» respectivamente. Kelly ha aparecido como vocalista en todos los álbumes de estudio de Mastodom desde Leviathan (2004).

## Concepto y temas
Emperor of Sand relata la historia de un caminante del desierto que ha recibido una sentencia de muerte. Las canciones tratan temas como la muerte o la supervivencia, relacionados con las experiencias de los miembros de la banda con ciertos familiares que habían recibido un diagnóstico de cáncer.
Dailor lo expresaba con frases como: «al final de la historia, la persona muere y es salvada, simultáneamente.» «Trata sobre vivir el cáncer, vivir la quimioterapia y todo lo relacionado con eso. No quise ser literal, pero está todo ahí. Se puede leer entre líneas.»
Troy Sanders comentaba: «reflexionamos en torno a la mortalidad». «El álbum encaja con toda nuestra discografía. Han sido 17 años elaborándola, pero también es una reacción directa a los últimos dos años. Tendemos a tomar la inspiración de cosas muy reales en nuestras vidas».

## Publicación
Emperor of Sand fue publicado el 31 de marzo de 2017 con la discográfica Reprise. El 25 de enero de 2017, se publicó una preview del primer sencillo del álbum, «Sultan's Curse», en la página web de la banda, y la canción completa fue publicada el 27 del mismo mes.
Tras la publicación del álbum, la banda viajó en un tour por los Estados Unidos desde el 14 de abril hasta el 20 de mayo de 2017, con el apoyo de Eagles of Death Metal y Russian Circles.

## Recepción
Emperor of Sand recibió un crítica general favorable, según Metacritic. Jordan Blum de PopMatters concluyó que «Emperor of Sand no es, de ninguna forma, un mal álbum, pero hay pocas cosas en él que la banda no haya explorado ya.»

## Rendimiento comercial
El álbum vendió 43 000 copias en los Estados Unidos durante su primera semana desde el lanzamiento, debutando como número 7 en la Billboard 200, convirtiéndolo en su álbum más vendido, ya que Crack the Skye debutó como número 11 con 41 000 copias en su primera semana

## Canciones
Todas las canciones escritas y compuestas por Mastodon. 
| N.º | Título                                              | Lead vocals                             | Duración |  |
| 1.  | «Sultan's Curse»                                    | Troy Sanders, Brent Hinds, Brann Dailor | 4:09     |  |
| 2.  | «Show Yourself»                                     | Dailor, Sanders                         | 3:03     |  |
| 3.  | «Precious Stones»                                   | Hinds, Sanders                          | 3:46     |  |
| 4.  | «Steambreather»                                     | Dailor, Sanders, Hinds                  | 5:03     |  |
| 5.  | «Roots Remain» (titled "Eons" on the vinyl version) | Sanders, Dailor                         | 6:28     |  |
| 6.  | «Word to the Wise»                                  | Sanders, Dailor                         | 4:00     |  |
| 7.  | «Ancient Kingdom»                                   | Dailor, Sanders, Hinds                  | 4:54     |  |
| 8.  | «Clandestiny»                                       | Sanders, Hinds                          | 4:28     |  |
| 9.  | «Andrómeda» (featuring Kevin Sharp)                 | Sanders, Dailor, Kevin Sharp            | 4:05     |  |
| 10. | «Scorpion Breath» (featuring Scott Kelly)           | Sanders, Scott Kelly                    | 3:19     |  |
| 11. | «Jaguar God» (featuring Mike Keneally)              | Hinds, Dailor, Sanders                  | 7:56     |  |

## Formación
|  | Mastodon - Brann Dailor – Batería, percusión, Voz principal y secundaria, bajo en la introducción de «Jaguar God». - Brent Hinds – guitarra, voz principal y secundaria. - Bill Kelliher – guitarra rítmica, guitarra sintetizador en «Clandestiny». - Troy Sanders – bajo, voz principal y secundaria, pedales de bajo en «Roots Remain», «Ancient Kingdom» y «Jaguar God». Músicos colaboradores - Scott Kelly – voz en «Scorpion Breath». - Kevin Sharp – voz en «Andromeda». - Mike Keneally – teclado en «Jaguar God». Producción - Brendan O'Brien – producción, mezcla de audio - Tom Syrowski – mazcla, grabación - Tom Tapley – grabación - T.J. Elias – ingeniero secundario - Bryan Dimaio – ingeniero secundario - Billy Joe Bowers – masterización, edición - ivy Skoff – coordinador de producción | Gráfico - Brann Dailor – director artístico - Alan "Medusawolf" Brown – ilustración - Donny Phillips – diseño de álbum para KIHL Studio Administración - Nick John – Administración para The Rick Sales Entertainment Group - Erine Gonzalez - Asistente administrativo - Joe Serling – legal for Serling Rooks Hunter McKoy & Worab, LLP - Robert Polay – business management para Polay Financial Management - Scott Sokol – North American booking agent para Pinnacle Entertainment - John Jackson – international booking agent para K2 Agency - Ken Livitan – Brendan O'Brien Management para Vector Management - Mike Elizondo – A&R - Xavier Ramos – marketing - Damian Elahi – business affairs para Reprise Records |

## Posicionamiento
| Listas (2017)                       | Posición más alta |
| ----------------------------------- | ----------------- |
| Australia (ARIA)                    | 3                 |
| Austria (Ö3 Austria)                | 11                |
| Bélgica (Ultratop flamenca)         | 12                |
| Bélgica (Ultratop valona)           | 26                |
| Canadá (Billboard Canadian Albums)  | 4                 |
| Países Bajos (Album Top 100)        | 16                |
| Finlandia (Suomen Virallinen Lista) | 4                 |
| Francia (SNEP)                      | 60                |
| Alemania (Offizielle Top 100)       | 11                |
| Hungría (MAHASZ)                    | 7                 |
| Irlanda (IRMA)                      | 7                 |
| Italia (FIMI)                       | 42                |
| Nueva Zelanda (Recorded Music NZ)   | 9                 |
| Noruega (VG-lista)                  | 6                 |
| Polonia (ZPAV)                      | 27                |
| Portugal (AFP)                      | 10                |
| Escocia (Scottish Albums Chart)     | 6                 |
| España (PROMUSICAE)                 | 18                |
| Suecia (Sverigetopplistan)          | 5                 |
| Suiza (Schweizer Hitparade)         | 13                |
| Reino Unido (UK Albums Chart)       | 11                |
| Estados Unidos (Billboard 200)      | 7                 |